# Manuel H. Johnson
 (août 2022).
Manuel H. Johnson (né le 10 février 1949 à Troy, Alabama) est depuis septembre 1990 coprésident de Johnson Smick International, entreprise de consultants installée à Washington, spécialisée dans les effets des politiques publiques sur les marchés financiers mondiaux – et qui s'appelait Smick Medley International avant son arrivée.

## Biographie
Manuel Johnson, diplômé en 1973 de Troy State University, a reçu une maîtrise (MScEcon), puis un doctorat (Ph.D.) en économie de l'université d'État de Floride. 
De 1977 à 1994, il a occupé la chaire Koch de professeur d'économie internationale à George Mason University. Son œuvre se concentre sur les marchés et leur capacité à fournir des indicateurs à la politique monétaire.
Au département du Trésor américain pendant la présidence de Reagan, il a géré les baisses d'impôt de 1981 en tant que Deputy Assistant Secretary (1981-1982) puis la réforme fiscale de 1986 comme Assistant Secretary for Policy (1982-1986).  
Le 7 février 1986, il était nommé vice-président du conseil des gouverneurs de la Réserve fédérale des États-Unis, pour y demeurer jusqu'au 3 août 1990. 
À ce titre, il a joué un rôle crucial pour limiter les effets du Krach du 19 octobre 1987 et coordonner la politique monétaire du Groupe des Dix.
Du 1er août 1997 au mois de décembre 2003, il était aussi président du conseil d'administration (Board of Trustees) et président de la Financial Accounting Foundation, qui supervise le Financial Accounting Standards Board ("Conseil des normes comptables"). 
Au cours de cette même année 1997, Manuel Johnson a été nommé à l'Independence Standards Board (qui sera dissous le 31 juillet 2001), constitué par la Securities and Exchange Commission et l'American Institute of Certified Public Accountants ("Institut américain des experts-comptables"). 
Manuel Johnson est l'un des fondateurs et le coprésident du conseil du Groupe des Sept (Group of Seven Council), comité international qui soutient la coopération entre les grands pays industriels.  
Il est aussi directeur à Morgan Stanley Funds, Greenwich Capital Markets, Inc. et KFx, Inc.. Il est membre du comité de soutien de l'Institut Turgot.